# لو مارسون
لو مارسون (انگلیسی: Lou Marson؛ زادهٔ ۲۶ ژوئن ۱۹۸۶) بازیکن بیس‌بال اهل ایالات متحده آمریکا است.
وی در مسابقات کشوری و بین‌المللی در مجموع برندهٔ ۱ مدال برنز شده‌است.